# Ганс Кельцов
Ганс Кельцов (нім. Hans Kölzow; 21 червня 1901, Варен — 10 вересня 1969) — німецький офіцер, доктор інженерних наук, штандартенфюрер СС.

## Біографія
В березні 1924 року став співзасновником ростоцького відділення НСДАП. 1 жовтня 1928 року повторно вступив у НСДАП (квиток №102 624), 10 грудня 1929 року — в СС (посвідчення №1 961). З 1931 року — імперський спікер НСДАП (№242) і керівник секції «Центр» гау Великий Берлін. З 5 грудня 1931 року — ад'ютант 15-го штурму СС (Берлін). З 23 липня 1932 по 12 червня 1933 року — в штабі 3-го абшніту СС, одночасно з 1 червня 1933 року — державний радник адміністративного району «Берлін-Центр». З 12 червня 1933 року — командир 1-го штурмбанну 6-го штандарту СС (Берлін). З 24 серпня 1933 року — знову в штабі 3-го абшніту СС. З 27 вересня 1934 року — державний будівельний радник, ратман і керівник Головного управління цивільного будівництва імперської столиці Берлін.
З 13 листопада 1934 по 1 квітня 1936 року — офіцер для особливих доручень в штабі 3-го абшніту СС, з 1 квітня 1936 по 1 квітня 1943 року — офіцер штабу 3-го абшніту СС. З 1 січня 1938 року — директор Асоціації німецьких інженерів. З 6 вересня по 15 грудня 1939 року — керівник районної інспекції Німецької народної самооборони Бромберга. 1 вересня 1941 року призваний у війська СС, з 23 вересня — зондерфюрер при Людольфові фон Альвенслебені. З 1 квітня 1943 року — офіцер штабу оберабшніту СС «Україна», з 1 лютого 1944 року — 3-го абшніту СС. З 22 квітня 1944 року — одночасно стрілець резерву штабної роти військ СС і РСХА при 1-му охоронному батальйоні СС (Берлін).
В 1945 році взятий в полон радянськими військами, згодом переданий британцям. В 1951 році звільнений і влаштувався на роботу хіміком у фірму «Денсо» в Леверкузені. Розробив стикувальну стрічку для герметизації водопровідних труб. Помер через 3 тижні від наслідків апоплексичного удару.

## Звання
- Анвертер СС (10 грудня 1929)
- Манн СС (10 січня 1933)
- Шарфюрер СС (15 грудня 1932)
- Труппфюрер СС (25 січня 1933)
- Штурмфюрер СС (24 серпня 1933)
- Оберштурмфюрер СС (22 листопада 1933)
- Штурмгауптфюрер СС (20 березня 1934)
- Штурмбаннфюрер СС (25 квітня 1936)
- Оберштурмбаннфюрер СС (30 січня 1939)
- Гауптштурмфюрер-зондерфюрер військ СС (23 вересня 1941)
- Штурмбаннфюрер-зондерфюрер військ СС (28 серпня 1942)
- Штурмбаннфюрер-спеціаліст військ СС (19 жовтня 1942)
- Штандартенфюрер СС (10 червня 1944)

## Нагороди
- Почесний кут старих бійців
- Спортивний знак СА в бронзі[2]
- Медаль «У пам'ять 1 жовтня 1938»
- Хрест Воєнних заслуг 2-го і 1-го класу з мечами[2]